# Mohamed Gassim Bangoura
Pour les articles homonymes, voir Bangoura.
Mohamed Gassim Bangoura est un homme politique guinéen.
Membre du Rassemblement du peuple de Guinée de l'ancien président Alpha Condé. Il est le représentant de la circonscription de Fria, à l'Assemblée nationale de Guinée. Membre de la commission commerce, hôtellerie, Tourisme et artisanat à la 9e législature de la République de Guinée.